# 玉米糁
玉米糁，又称玉米糁子，是糁子的一種，是玉米经过深加工而成，它是中国北方地区主食中的一种，香甜可口，易消化。玉米糁子可以用来煮粥。